# Anoscopus albifrons
Anoscopus albifrons es una especie de insecto del género Anoscopus, familia, Cicadellidae. Fue descrita por Linnaeus en 1758.

## Descripción
Mide 3-4 mm de longitud (machos), mientras que las hembras miden de 4 a 5 mm (0,16 a 0,20 pulgadas). Como otras especies de Anoscopus, A. albifrons tiene un vértice redondeado y un patrón distintivo. Sin embargo, tanto los machos como las hembras siguen siendo difíciles de identificar, aunque a veces los machos pueden identificarse a partir de fotografías.

## Distribución
Se distribuye por Reino Unido, Irlanda del Norte, Portugal, Suecia, Canadá, Francia, Luxemburgo, Dinamarca, Alemania, Noruega, Letonia, Estados Unidos de América, Países Bajos, Finlandia, Bélgica, Estonia, Austria, Grecia y Marruecos.